# Pas de C4 pour Daniel Daniel
 (juillet 2025).
Pour plus de détails, voir Fiche technique et Distribution.
Pas de C4 pour Daniel Daniel est un court métrage belge de 13 minutes réalisé par Rémy Belvaux, Benoît Poelvoorde et André Bonzel en 1987.
Il a été réédité sur la vidéo VHS de C'est arrivé près de chez vous et en bonus du DVD de ce film.

## Synopsis
Le court métrage est présenté sous forme d'une bande annonce d'un film fictif intitulé Pas de C4 pour Daniel Daniel, censé être la suite d’un premier film, également fictif : Daniel Daniel flibustier sidéral.
En Belgique, le C4 désigne le formulaire de fin d’un contrat de travail. Par métonymie, il est utilisé dans le vocabulaire courant pour désigner le licenciement.
Dans l’histoire, le grand ennemi de Daniel Daniel est Dickinson et son grand ami est Ambroise. Le vilain pédophile Slimane est poursuivi par le vaillant Saint-Jacques. Le film se déroule en Belgique, on y reconnait une place bruxelloise et l'Atomium, et a également été tourné sur les quais parisiens de la Seine.

## Fiche technique
- Titre : Pas de C4 pour Daniel Daniel
- Réalisation : Rémy Belvaux, André Bonzel et Benoît Poelvoorde
- Scénario : Rémy Belvaux, André Bonzel et Benoît Poelvoorde
- Musique : Jean-Marc Chenut
- Photographie : André Bonzel
- Montage :
- Société de production : Les Artistes Anonymes
- Pays :  Belgique et  France
- Genre : Comédie
- Durée : 13 minutes
- Dates de sortie : 
  -  France : 1987

## Distribution
- Benoît Poelvoorde : Daniel Daniel / le narrateur
- Anne Lagrange
- Lucas Belvaux
- Malou Madou
- Matéo Durtette
- Christophe Pineau
- Rémy Belvaux
- Eric Dardill
- Marcel Engels
- Jean-Marc Chenut
- Valérie Parent
- Bruno Belvaux